# Clinocera substagnalis
Clinocera substagnalis är en tvåvingeart som beskrevs av Sinclair 2008. Clinocera substagnalis ingår i släktet Clinocera och familjen dansflugor. Inga underarter finns listade i Catalogue of Life.